# پرگامینو
پرگامینو (به اسپانیایی: Pergamino) شهری در کشور آرژانتین، استان بوئنوس آیرس است که در سال ۲۰۰۹ میلادی، حدود ۸۵٬۴۸۷ نفر جمعیت داشته است.